# Harald Kuhnle
Harald Kuhnle (* 18. Juli 1956 in Stuttgart) ist ein deutscher Unternehmer im Bereich des Booturlaubs. 

## Leben und Karriere
Kuhnle machte sich bereits 1981 während seines Maschinenbau-Studiums selbständig, indem er Jachtbesitzern zahlende Mitsegler vermittelte. Ein Jahr nach der Firmengründung vermittelte er Urlaubern Mietboote in Frankreich. 1990 kaufte er die ersten vier Boote, die er von Waren (Müritz) aus vermietete. Es folgte die Entwicklung des eigenen Kabinenkreuzers („Kormoran“) und 1997 die Gründung einer eigenen Werft. 
Kuhnle hatte wesentlichen Anteil an der Übernahme der bankrotten Werft in Rechlin an der Müritz, wo seit 1998 die Feriensiedlung „Hafendorf Müritz“, eine Marina mit etwa 350 Liegeplätzen und vielseitiger touristischer Infrastruktur, entsteht. 
Kuhnle ist verheiratet und Vater von zwei Kindern.